# 가기야촌
가기야촌(加木屋村)은 일본 아이치현 지타군에 설치되었던 촌이다. 현재의 도카이시의 남부에 해당한다.